# Arcidiecéze Messina-Lipari-Santa Lucia del Mela
Arcidiecéze Messina-Lipari-Santa Lucia del Mela (latinsky Archidioecesis Messanensis-Liparensis-Sanctae Luciae) je římskokatolická metropolitní arcidiecéze na italské Sicílii, která tvoří součást Církevní oblasti Sicílie. V jejím čele stojí arcibiskup Giovanni Accolla, jmenovaný papežem Františkem v roce 2016.

## Stručná historie
Podle legendární a nepodložené tradice byl prvním biskupem v Messině sv. Bacchilo, jehož na Sicílii vyslal sv. Pavel, první biskupové jsou v Katánii doloženi až v 6. století. Roku 1166 se stala arcidiecézí. Diecéze na ostrově Lipari vznikla v 6. století, roku 1157 byla sloučena s diecézí Patti, rozděleny byly roku 1399. Roku 1248 vznikla prelatura v městečku Santa Lucia del Mela. V Messině vznikl roku 1131 baziliánský klášter Nejsvětějšího Spasitele, který byl roku 1635 ustanoven jako samostatná diecéze, jež byla v roce 1883 sloučena s arcidiecézí messinskou. Roku 1986 byly sloučeny arciediecéze massinská, diecéze liparská, prelatura v Santa Lucia del Mela do jediné metropolitní arcidiecéze.